# R Delphini
Désignations
R Delphini  (R Del) est une étoile variable de type Mira de la constellation du Dauphin, localisée près de la limite avec la constellation de l'Aigle. Sa magnitude apparente varie entre 7,6 et 13,8, et son type spectral passe de M5e à 6,5e, le tout selon une période de 285 jours,. L'étoile présente une parallaxe annuelle de 1,26 ± 0,16 mas mesurée par le satellite Gaia, ce qui permet d'en déduire qu'elle est distante de 791 ± 40 pc (∼2 580 al) de la Terre. Elle se rapproche du système solaire à une vitesse radiale héliocentrique de −46 km/s.